# Albert Houtin
Albert Houtin, né le 4 octobre 1867 à Sartre, près de La Flèche, dans la Sarthe et mort le 29 juillet 1926 à Paris, est un prêtre, historien et philosophe français qui fut activement mêlé à la crise moderniste.

## Biographie

### Enfance et vocation
Fils d'un boulanger qui devient marchand de tissus et s'établit à Luché, Albert Houtin est imprégné de culture catholique par sa mère et ses grands-parents. Enfant, il est dirigé vers le petit séminaire Mongazon d'Angers.
En 1886, il entre au grand séminaire d'Angers, mais éprouve une attirance pour la vie monastique après une visite à l'abbaye de Solesmes où il entame son noviciat bénédictin. Mais, écarté par le maître des novices, il reprend trois ans d'études en théologie au séminaire d'Angers au terme desquelles il est ordonné prêtre le 29 juin 1891.
Il est nommé maître d'études au petit séminaire de Mongazon, puis, à partir de 1894, y enseigne l'histoire et l'allemand. Ayant conservé des liens avec certains moines de Solesmes partis en Espagne, il leur rend une visite qui modifie sa perception du catholicisme. Durant les vacances scolaires, il voyage également en Allemagne et en Angleterre qui lui élargissent l'horizon.

### Premières recherches et difficultés
Ses recherches en histoire le portent d'abord sur l'histoire locale et l'amènent à remettre en question l’apostolicité des Églises de France en se posant du côté de l'analyse critique qui en souligne l'aspect légendaire. Ainsi, sur le plan local, il remet en cause l'existence même du fondateur de l'évêché d'Angers saint René, personnage relevant de la légende tardive de Saint Maurille, tandis que l'historicité de l'épiscopat local n'était attestée que depuis le IVe siècle, ce qu'avaient déjà relevé les bollandistes au XVIIIe siècle. Bien qu'elles ne soient donc pas révolutionnaires, ces conclusions et leur communication lors de conférences lui aliènent l'évêque d'Angers, Joseph Rumeau, qui le désavoue publiquement, marquant le début des difficultés d'Albert Houtin avec la hiérarchie catholique.
Son opposition avec l'évêque et une partie du clergé local l'amène à solliciter une affectation à Paris qu'il obtient en avril 1901, accompagné d'un celebret qui lui permet d'être attaché comme « prêtre habitué » à l'église Saint-Sulpice de Paris.
En mars 1902, il publie un texte sévère contre la science catholique, La Question biblique chez les catholiques de France au XIXe siècle quelques mois avant L’Évangile et l'Église d'Alfred Loisy : les deux ouvrages sont condamnés et interdits de lecture par les autorités ecclésiastiques. L'abbé Houtin n'obtient dès lors plus de poste à Paris, se voit retirer le celebret et se retrouve pratiquement « interdit » d’activités, prenant conscience, à l'instar de Loisy, que selon lui le gouvernement de l'Église catholique s'apparente à une police de la pensée. En 1904, il occupe brièvement un poste de secrétaire auprès de l'évêque de Tarentaise Lucien Lacroix, favorable au renouveau intellectuel. La même année, il prend en charge la chronique des Affaires religieuses du journal radical Le Siècle, activité qu'il poursuit jusqu'en 1909. Houtin enchaine les publications : L'Américanisme (1904), La Question biblique au XXe siècle (1906), La Crise du clergé (1907), Évêques et diocèses (deux séries 1907-1909).

### Éloignement de l'Église catholique
En 1907, sa candidature présentée par Maurice Vernes à l'École pratique des hautes études est refusée. La même année, Loisy lui confie le soin de rédiger sa biographie, une entreprise qui ne sera pas sans déception réciproque et amertume pour les deux hommes.
Resté dans la marginalité du catholicisme, il renonce à son rôle de « franc-tireur de l'Église », et - ayant perdu progressivement la foi - abandonne son état de prêtre en 1912 juste avant de publier son Histoire du modernisme catholique. En 1913, il obtient, par l'entremise d'Alphonse Aulard, un modeste emploi au Musée pédagogique de Paris dont il devient administrateur en 1919, puis directeur quelque temps avant sa mort. Il ne cesse pas pour autant la publication d'ouvrages et d'articles pour une œuvre qui se répartit entre ouvrages d'histoire locale, contributions à l'histoire immédiate du catholicisme et des ouvrages consacrés aux débats historiques, exégétiques et pastoraux qui animent alors le clergé français.
Il meurt le 29 juillet 1926 à Paris. Parmi ses disciples, Roger Martin du Gard qui avec Alphonse Aulard et Julien Benda, lui consacre Le Tombeau d'Albert Houtin en 1927. Il a lui-même livré son expérience dans deux ouvrages autobiographiques datés de 1926 et 1928, dont le second est publié par son exécuteur testamentaire, Félix Sartiaux, qui comprennent une bibliographie détaillée de ses travaux.

## Le modernisme
Prêtre et philosophe, Albert Houtin est ainsi un historien précis du catholicisme français et de sa crise contemporaine, à propos desquels il a écrit de nombreux ouvrages qui, avec l'étendue de ses relations, l'ont amené à jouer un rôle de premier plan dans la crise moderniste. Il entretient ainsi des relations notamment avec Alfred Loisy et Marcel Hébert. Émile Poulat a évoqué les relations entre ces trois hommes et relativisé la légende de leur connivences intellectuelles : « L'historiographie du modernisme a longtemps été dominée par le thème de l'amitié Loisy-Houtin. Je pense avoir établi non seulement la profondeur de leurs divergences, mais l'importance théorique de ces divergences. S'il est une constante de la vie de Loisy, de sa jeunesse à sa mort, c'est bien son anti-rationalisme et son anti-scientisme : Loisy s'est toujours voulu un savant « indépendant en un sens différent de celui - polémique - que recouvrait alors le terme de « science indépendante », et si les milieux catholiques ne l'ont pas perçu, les milieux rationalistes, eux, ne s'y  sont pas trompés ». Si Loisy s'oppose au rationalisme et au scientisme, il n'en va pas de même d'Albert Houtin et de Marcel Hébert que Poulat appelle les « rationaux » par contraste avec les historiens que sont Louis Duchesne et Alfred Loisy.

## Œuvres
- La Question biblique chez les catholiques de France au XIXe siècle, éd. Picard, 1902
- La controverse de l'apostolicité des Églises de France au XIXe siècle, Paris, 1903 (lire en ligne).
- L’Américanisme, Paris, Librairie Émile Nourry, 1904
- La Question biblique au XXe siècle, éd. Nourry, 1906
- La crise du clergé, Paris, 1908.
- Histoire du modernisme catholique, Paris, 1912.
- Le Père Hyacinthe dans l'Église romaine 1827-1869, Paris, 1920.
- Courte histoire du christianisme, Paris, Rieder, 1924
- Un prêtre symboliste, Marcel Hébert (1851-1916), Paris, Rieder, 1925
- Mon expérience, t. I : Une vie de prêtre 1867-1912, éd. Rieder, 1928
- Mon expérience, t. II : Ma vie laïque 1912-1926. Documents et souvenirs, éd. Rieder, 1928
- Albert Houtin et Félix Sartiaux, Alfred Loisy, sa vie, son œuvre, éd. CNRS, 1960manuscrit annoté et publié avec une bibliographie de Loisy et un index bio-bibliographique par Émile Poulat